# 라이스보이 슬립스
《라이스보이 슬립스》(영어: Riceboy Sleeps)는 2023년에 개봉한 캐나다의 영화이다.

## 캐스팅

### 주연
- 최승윤 : 소영 역
- 황도현 : 어린 동현 역
- 황이든 : 10대 동현 역
- 앤소니 심 : 사이먼 역

### 조연
- 강인성 : 인식 / 원식 역
- 헌터 딜런 : 해리 역
- 이용녀 : 할머니 역

## 수상 목록
- 2023년 제43회 한국영화평론가협회상 국외영화부문 국제영화비평가연맹 한국본부상 (앤소니 심)